# Caloptilia vacciniella
Caloptilia vacciniella là một loài bướm đêm thuộc họ Gracillariidae. Nó được tìm thấy ở Québec và Hoa Kỳ (Pennsylvania, Maine và Michigan).
Ấu trùng ăn Vaccinium species, bao gồm Vaccinium angustifolium, Vaccinium corymbosum và Vaccinium pallidum. Chúng ăn lá nơi chúng làm tổ.